# Grb Zadra
Grb Grada Zadra temelji se na povijesnom gradskom grbu, ima oblik poluokruglog štita u kojem je na crvenoj pozadini na konju vitez u zlatnom oklopu, gologlav, mladolikog lica, crnokos sa zlatnom aureolom oko glave (sv. Krševan), u lijevoj ruci poludesno okrenut trokutasti štit (na srebrenoj podlozi crveni križ), u desnoj uzdignutoj ruci zlatno koplje sa zastavom polukružno vijorećom iznad glave konjanika, zastava srebrna s crvenim križem, na kraju izrezana u tri repa, srednji nastavak crvenog križa, o pojasu zlatni mač u koricama, iza ramena plavi vijoreći plašt tri puta presavijen, crni konj u skoku, prednje noge u zraku presavijene, stražnje čvrsto oslonjene, oprema konja zlatna, sedlo konjanika crveno obrubljeno zlatom, iza konjanika srebrne zidine s kruništem, u dnu ispod zidina valovito plavo more.

## Povijest grba
- Grb Zadra Vektor
- Grb Zadra, 1915
- Grb Zadra, Beč, Marinesektion
- Grb Zadra Vektor
- Zastava grada Zadra, 14. do 18. stoljeće.[1]
- Sv. Krševan, 12. stoljeće, Zadar
- Grb Zadra do 1918.
- Grb Zadra do 1918.
- Grb Zadra 1918. – 1945.
- Grb Dalmacije, korišten kao grb Zadarske provincije
- Grb Zadra 1945. – 1990.
- Grb Zadra 1990. – 1994.
- Grb Zadarske 112. brigade, sv. Krševan
- Grb Zadarske 7. Domobranske Pukovnije, sv. Krševan